# Жонглер

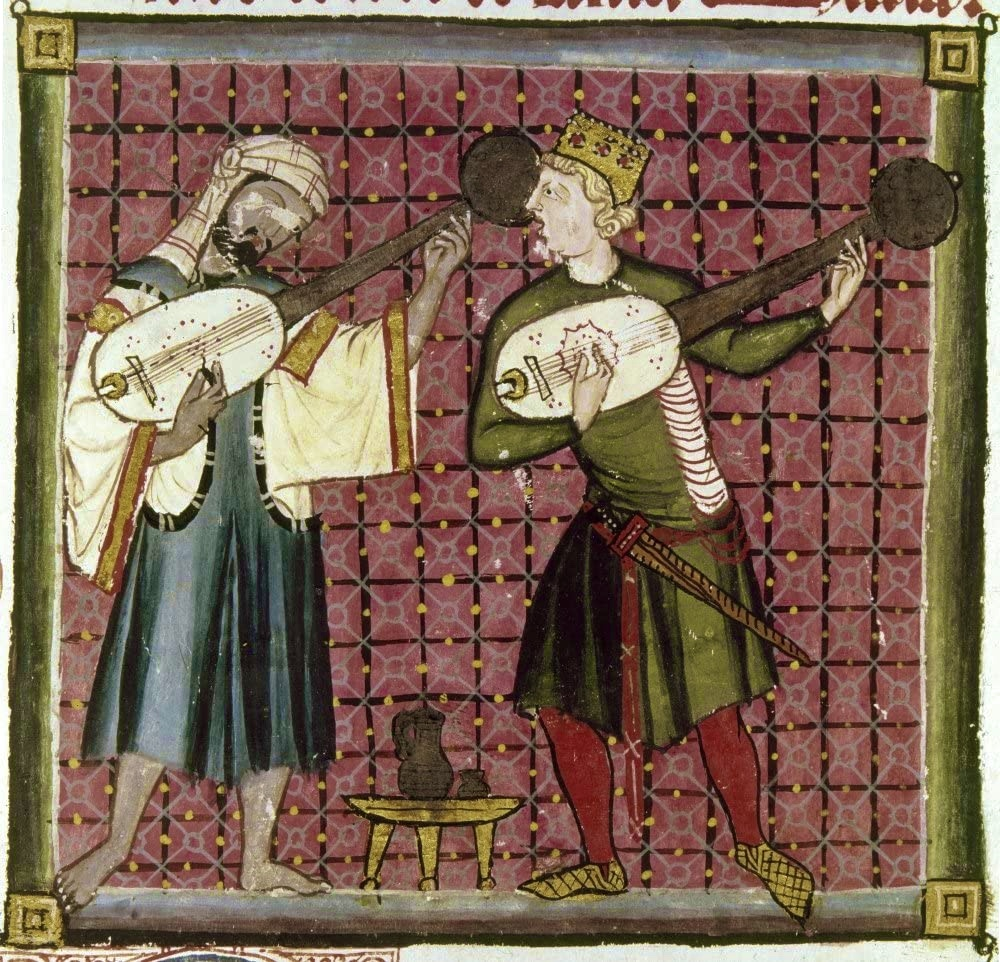
Жонглери, середньовічна ілюстрація

Жонгле́р, жонґлер (давньофранцузька — «jougleor», «jongleur», з «лат. joculator» — «потішник») — мандрівний лицедій, професійний співак, часто музикант або фокусник. Як правило, такі музиканти були і композиторами, і виконавцями пісень, складених трубадурами, відмінно володіли мистецтвом гри на багатьох музичних інструментах.
Жонглер відповідає німецькому «spielmann», англійському «minstrel» — з латинської «ministerialis» — «прислужник».
Жонглерство характерне для багатьох європейських країн феодального середньовіччя Жонглери були соціально строкатою групою. Здебільшого жонглери були нижчого походження, ніж трубадури, яких обслуговували. Досьогодні дійшли імена деяких з них: Папіоль був постійним виконавцем пісень Бертрана де Борна, Пістолета (букв. «листик») — жонглер Арнаута де Марейля — автор популярної кансони «Мені б тисячі марок сріблом …». Часто трубадур в завершальних строфах кансони (у так званому посиланні) звертається до свого жонглера з проханням донести пісню до адресата. В Fadet juglar трубадура Гіро Калансона — жартівливому застереженні для жонглера — перераховуються літературні твори, теми і герої, популярні в епоху середньовіччя.